# Maukspitze
De Maukspitze is een berg in de deelstaat Tirol, Oostenrijk. De berg heeft een hoogte van 2.231 meter.
De Maukspitze is onderdeel van het Kaisergebergte.